# Udbina (Bośnia i Hercegowina)
Udbina (cyr. Удбина) – wieś w Bośni i Hercegowinie, w Republice Serbskiej, w gminie Šekovići. W 2013 roku liczyła 694 mieszkańców.